# IC 1425
IC 1425 је спирална галаксија у сазвјежђу Пегаз која се налази на листи објеката дубоког неба у Индекс каталогу.
Деклинација објекта је + 2° 35' 43" а ректасцензија 22h 3m 24,4s. Привидна величина (магнитуда) објекта IC 1425 износи 13,8 а фотографска магнитуда 14,6. IC 1425 је још познат и под ознакама CGCG 377-18, NPM1G +02.0515, PGC 67939.